# Serie A2 2002-2003 (pallavolo femminile)
La Serie A2 italiana di pallavolo femminile 2002-2003 si è svolta dal 6 ottobre 2002 al 22 maggio 2003: al torneo hanno partecipato sedici squadre di club italiane e la vittoria finale è andata per la prima volta alla Pallavolo Chieri.

## Regolamento
Le squadre hanno disputato un girone all'italiana, con gare di andata e ritorno, per un totale di trenta giornate; al termine della regular season:
- La prima classificata è promossa in Serie A1.
- Le classificate dal secondo al quinto posto hanno acceduto ai play-off promozione, strutturati in semifinali, giocate al meglio di due vittorie su tre gare, e finale, giocata al meglio di tre vittorie su cinque gare: la vincitrice è promossa in Serie A1.
- Le ultime quattro classificate sono retrocesse in Serie B1.

## Le squadre partecipanti
Parteciparono 16 squadre. La Famila Imola proveniva dalla Serie A1, mentre al ripescaggio di Reggio Emilia in A1 conseguì quello della Pre.Camp Collecchio in A2. BigMat Chieri, Colavene Urbino, Meccanica Pierre OMP Mazzano e Nupax Santeramo erano le neopromosse dalla Serie B. Cantù cedette i diritti alla partecipazione all'Airone.
| Squadra                                   | Stagioni in Serie A2 | Allenatore                                | Campo di gioco                            |
| ----------------------------------------- | -------------------- | ----------------------------------------- | ----------------------------------------- |
| BigMat Chieri                             |                      | Carlo Parisi                              | PalaMaddalene di Chieri, TO               |
| Caoduro Cavazzale Monticello              |                      | Delio Rossetto                            | Palasport di Monticello Conte Otto, VI    |
| Colavene Urbino                           |                      | Paolo Gabbianelli                         | PalaMondolce di Urbino, PU                |
| Dimeglio Brums Busto Arsizio              |                      | Giovanni Volpicella                       | PalaYamamay di Busto Arsizio, VA          |
| Airone                                    |                      | Salvatore Brancato, poi Giandomenico Dalu | Palazzetto ITC di Tortolì, NU             |
| Famila Imola                              |                      | François Salvagni                         | PalaRuggi di Imola, BO                    |
| Figurella Telecomunications World Firenze |                      | Dragan Nešić, poi Andres Delgado          | PalaValenti di Firenze                    |
| Forme Veca Soliera                        |                      | Ettore Guidetti                           | PalaFerrari di Carpi, MO                  |
| Lines Tra.De.Co. Altamura                 |                      | Bartolomeo Brattoli                       | PalaBaldassarra di Altamura, BA           |
| Meccanica Pierre OML Mazzano              | 1                    | Marcello Abbondanza                       | Palasport di Mazzano, BS                  |
| Nupax Santeramo                           |                      | Francesco Montemurro                      | PalaCooper di Santeramo in Colle, BA      |
| Pema Corplast Corridonia                  |                      | Lorenzo Micelli                           | Palasport di Corridonia, MC               |
| Pre.Camp Collecchio                       |                      | Enrico Mazzaschi, poi Davide Zanichelli   | PalaLeoni di Collecchio, PR               |
| Sartori Mercedes Padova                   |                      | Mauro Marasciulo, poi Fabio Balsamo       | PalaArcella di Padova                     |
| Siram Roma                                |                      | Paolo Collavini, poi Manuela Benelli      | Palafonte di Roma                         |
| Vitrifrigo Fiam Pesaro                    |                      | Luigi Morolli                             | PalaDionigi di Sant'Angelo in Lizzola, PU |

## Classifica
| Pos. | Squadra                                   | Pt | G  | V  | P  | SV | SP |
| ---- | ----------------------------------------- | -- | -- | -- | -- | -- | -- |
| 1.   | BigMat Chieri                             | 75 | 16 | 25 | 5  | 80 | 28 |
| 2.   | Famila Imola                              | 60 | 30 | 20 | 10 | 72 | 44 |
| 3.   | Meccanica Pierre OML Mazzano              | 58 | 30 | 21 | 9  | 69 | 41 |
| 4.   | Figurella Telecomunications World Firenze | 58 | 30 | 19 | 11 | 68 | 47 |
| 5.   | Vitrifrigo Fiam Pesaro                    | 57 | 30 | 20 | 10 | 70 | 47 |
| 6.   | Sartori Mercedes Padova                   | 56 | 30 | 19 | 11 | 66 | 48 |
| 7.   | Nupax Santeramo                           | 47 | 30 | 16 | 14 | 57 | 56 |
| 8.   | Forme Veca Soliera                        | 47 | 30 | 14 | 16 | 60 | 58 |
| 9.   | Caoduro Cavazzale Monticello              | 45 | 30 | 15 | 15 | 60 | 58 |
| 10.  | Dimeglio Brums Busto Arsizio              | 44 | 30 | 15 | 15 | 59 | 58 |
| 11.  | Lines Tra.De.Co. Altamura                 | 40 | 30 | 14 | 16 | 53 | 61 |
| 12.  | Colavene Urbino                           | 39 | 30 | 14 | 16 | 55 | 70 |
| 13.  | Airone                                    | 31 | 30 | 10 | 20 | 45 | 71 |
| 14.  | Pema Corplast Corridonia                  | 25 | 30 | 8  | 22 | 42 | 76 |
| 15.  | Siram Roma                                | 25 | 30 | 7  | 23 | 42 | 75 |
| 16.  | Pre.Camp Collecchio                       | 13 | 30 | 3  | 27 | 25 | 85 |

| Promossa in Serie A1 | Promossa dopo i play-off promozione | Retrocesse in Serie B1 |